# 西谷綾子
西谷 綾子（にしたに あやこ、1986年4月4日 - ）は、日本のモデル、タレント。鳥取県倉吉市出身。イプシロン所属。

## 略歴・人物
- 倉吉北高等学校時代にはバスケットボール部に所属し、全国高等学校総合体育大会バスケットボール競技大会（インターハイ）を経験した。
- 高校卒業後、モデルを志し上京。2007年、「日中韓三カ国“友好大使”杯国際スーパーモデルコンテスト」に出場したのを機にオスカープロモーション所属のタレントとなった[1]。しばらくスポーツ関係からは遠ざかっていたが、スポーツメーカーのカタログモデルになったことをきっかけにマラソンに興味を持ち、以後は芸能人マラソンランナーとして活動。
- Jリーグの柏レイソル関連では、『Rising Reysol』への出演のほか、関連イベントにも出演している。
- 姉2人[2]と弟（2歳下）[3]がいる。
- ジュニア・アスリートフードマイスター、サッカー4級審判、睡眠改善インストラクターの資格を持っている。
- 2019年5月に、同い年の一般男性との入籍をブログで発表[4]。
- 2020年10月を以って、レギュラー出演している『Rising Reysol』は産休のため一時降板となる。12月12日、第一子を出産した[5]。

## マラソン
| 年度   | 時間          | 参照リンク  |
| ------ | ------------- | ----------- |
| 2011年 | 3時間28分5秒  | [ 1 ]       |
| 2012年 | 3時間15分50秒 | [ 1 ]       |
| 2013年 | 3時間23分28秒 | [ 1 ] [ 6 ] |
| 2014年 | 3時間3分3秒   | [ 1 ]       |
| 2015年 | 3時間9分32秒  | [ 7 ]       |
| 2016年 | 3時間1分32秒  |             |

前述のスポーツメーカーのカタログモデルがきっかけで、2007年にランニング雑誌『ランナーズ』の表紙モデルとなった。また、2010年には、シドニーオリンピック金メダリストの高橋尚子の下、結成されたシドニーマラソン2010民間親善大使「チーム10」に選出された。更にそこからランニングへの興味が深まり、東京マラソンなど、全国各地のマラソン大会に出場するようになった。
最高タイムは2016年の東京マラソンで記録した3時間1分32秒であり、プロスポーツ出身以外の女性芸能人では数少ない3時間15分以内の記録を持っている。過去には、長谷川理恵の3時間15分36秒（2003年、ホノルルマラソン）という記録があったが、2013年の神戸マラソンで3時間15分を上回る3時間5分38秒という記録で走っている。このタイムは、大阪国際女子マラソンなど、国際大会へ出場可能資格がある記録である。

## 出演

### バラエティ
- Rising Reysol（2009年1月 - 2024年12月、千葉テレビ） - MC「あや吉」
- チャレンジランニング（2012年2月18日 - 3月31日、TOKYO MX） - MC
- 西谷綾子のランドリ! Run & Dream（2012年4月8日 - 2013年3月31日、TOKYO MX） - MC

### テレビドラマ
- 終戦記念ドラマスペシャル『この世界の片隅に』（2011年8月5日、日本テレビ）